# Partida de Blancafort (Reus)
Blancafort és una partida de terra del terme municipal de Reus, a la comarca catalana del Baix Camp. Es tracta d'una antiga quadra, segons documents del segle xvi, que anteriorment (1390) havia estat un "castell o lloc". Al segle xii figurava entre els béns de Berenguer de Puigverd, quan va vendre el domini de Riudoms a l'arquebisbe Bernat d'Olivella. Està situada a la part occidental del municipi, entre la carretera que va cap a Cambrils al sud, i la que va cap a Riudoms al nord. La rodegen les partides de les Forques Velles, Rubió i Aigüesverds, i la creua el camí de Blancafort. D'altra banda, el nucli urbà de Reus es troba a l'est.
Havia format part de l'antic Territori de Tarragona, unes possessions de l'arquebisbe de Tarragona que comprenien diverses terres de Reus, Vila-seca, La Canonja, Masricard, La Boella i Mascalbó. Recentment ha estat donat el nom de Blancafort a una urbanització.

## Urbanització Blancafort
És un barri de Reus, amb unes cent parcel·les, pràcticament totes amb cases unifamiliars, amb carrers drets i plans que tanquen illes regulars. Una rambleta que du el nom de carrer de Grècia, ben plantada i ben cuidada, mostra una terra fèrtil i agraïda, i confereix al conjunt un aspecte de ciutat-jardí. Les cases, molt semblants, ocupen bona part de les parcel·les i estan construïdes amb materials tradicionals.